# Ministri del lavoro del Regno d'Italia
I ministri del lavoro del Regno d'Italia si sono avvicendati dal 1920 al 1923 e dal 1945 al 1946.
| Ministro                                                            | Ministro         | Ministro             | Partito                                         | Governo         | Mandato                            | Mandato          | Leg.                               |
| Ministro                                                            | Ministro         | Ministro             | Partito                                         | Governo         | Inizio                             | Fine             | Leg.                               |
| ------------------------------------------------------------------- | ---------------- | -------------------- | ----------------------------------------------- | --------------- | ---------------------------------- | ---------------- | ---------------------------------- |
| Ministero del Lavoro e della Previdenza Sociale                     |                  |                      |                                                 |                 |                                    |                  |                                    |
|                                                                     |                  | Mario Abbiate        | Estrema sinistra storica                        | Nitti II        | 3 giugno 1920                      | 15 giugno 1920   | XXV                                |
|                                                                     |                  | Arturo Labriola      | Partito Socialista Riformista Italiano          | Giolitti V      | 15 giugno 1920                     | 4 luglio 1921    | XXV                                |
|                                                                     |                  | Alberto Beneduce     | Partito Socialista Riformista Italiano          | Bonomi I        | 4 luglio 1921                      | 26 febbraio 1922 | XXVI                               |
|                                                                     |                  | Arnaldo Dello Sbarba | Partito Socialista Italiano                     | Facta I         | 26 febbraio 1922                   | 1º agosto 1922   | XXVI                               |
| Facta II                                                            | 1º agosto 1922   | Arnaldo Dello Sbarba | Partito Socialista Italiano                     | 31 ottobre 1922 |                                    |                  | XXVI                               |
|                                                                     |                  | Stefano Cavazzoni    | Partito Popolare Italiano                       | Mussolini       | 31 ottobre 1922                    | 27 aprile 1923   | XXVI                               |
| Il Ministero del Lavoro e della Previdenza Sociale viene soppresso. |                  |                      |                                                 |                 |                                    |                  |                                    |
| Ministro del Lavoro e della Previdenza Sociale                      |                  |                      |                                                 |                 |                                    |                  |                                    |
|                                                                     |                  | Gaetano Barbareschi  | Partito Socialista Italiano di Unità Proletaria | Parri           | 21 giugno 1945                     | 8 dicembre 1945  | Periodo costituzionale transitorio |
| De Gasperi I                                                        | 10 dicembre 1945 | Gaetano Barbareschi  | Partito Socialista Italiano di Unità Proletaria | 13 luglio 1946  | Periodo costituzionale transitorio |                  |                                    |